# Duncan-Inseln
Die Duncan-Inseln sind eine australische Inselgruppe zwischen Australien und Neuguinea. Sie liegen im Westen des Archipels der Torres-Strait-Inseln, etwa 14 km westlich von Moa Island.
Es handelt sich um einige sehr kleine flache Felsinseln; alle Inseln sind unbewohnt.
Zu der Gruppe zählen u. a. folgende Inselchen:
| Inselname     | Fläche (km²), ca. | Geokoordinaten        |
| ------------- | ----------------- | --------------------- |
| Ngurtai       | 0,03              | 10° 13′ S, 142° 03′ O |
| Quoin Island  | 0,06              | 10° 13′ S, 142° 04′ O |
| Meth Island   | 0,04              | 10° 14′ S, 142° 04′ O |
| Wilson Island | 0,40              | 10° 14′ S, 142° 05′ O |
| Kanig Island  | 0,26              | 10° 15′ S, 142° 05′ O |

Verwaltungstechnisch gehören die Duncan-Inseln zu den Western Islands, einer Inselregion im Verwaltungsbezirk Torres Shire von Queensland.